# Criminal Law
Criminal Law (Inocente ou Culpado, no Brasil; Assassinato à Chuva, em Portugal) é um americano, de 1989, dirigido por Martin Campbell, estrelado por Gary Oldman e Kevin Bacon.

## Sinopse
Ben Chase (Oldman), um advogado promissor, consegue livrar seu cliente, Martin Thiel (Bacon), de uma acusação de assassinato. 
Contudo, logo após ser inocentado, Thiel volta a ser suspeito de outro crime similar e, imediatamente, torna a solicitar os serviços de Chase.
Apesar de começar a suspeitar de que seu cliente seja culpado, Chase aceita defendê-lo novamente, no intuito de poder investigar melhor Thiel. 
Desta forma, os dois acabam se envolvendo num jogo, que levará Chase a descobrir mais sobre si, do que ele gostaria de saber.

## Elenco
- Gary Oldman... Ben Chase
- Kevin Bacon... Martin Thiel
- Tess Harper... Detetive Stillwell
- Karen Young... Ellen Faulkner
- Joe Don Baker... Detective Mesel
- Sean McCann... Jacob Fischer
- Ron Lea... Gary Hull
- Michael Sinelnikoff... Professor Clemtes
- Karen Woolridge... Claudia Curwen